# Кубок России по биатлону 2021/2022
Кубок России по биатлону 2021/22 начался 25 ноября 2021 года и завершился 3 апреля 2022 года на чемпионате страны в Тюмени. 
В статье указаны результаты кубковых гонок, не являющихся частью чемпионата России.
Победителем в общем зачёте у мужчин стал представитель Свердловской области Кирилл Бажин, а у женщин — Елизавета Каплина из Югры.

## Результаты соревнований

### 1-й этап —Тюмень/Ханты-Мансийск(25 — 28 ноября 2021 года)
| Гонка                                                                                   | Женщины | Мужчины |
| Спринт 1. 25 ноября 2021 Женщины: 7,5 км 2. 25 ноября 2021 Мужчины: 10 км               | 1. Маргарита Васильева 21:11.5 (0+1) 2. Виктория Сливко +17.2 (0+2) 3. Анна Никулина +18.1 (1+0) 4. Елизавета Каплина +19.5 (1) 5. Юлия Дроздова +20.2 (0) 6. Ольга Мощенкова +30.1 (0) Финишный протокол                       | 1. Виктор Плицев 25:30.9 (0+0) 2. Рустам Каюмов +20.8 (1+0) 3. Ярослав Костюков +30.2 (0+0) 4. Дмитрий Иванов +43.5 (1) 5. Евгений Сидоров +46.0 (2) 6. Дмитрий Абашев +1:16.7 (2) Финишный протокол                    |
| Гонка преследования 1. 27 ноября 2021 Женщины: 10 км 2. 27 ноября 2021 Мужчины: 12,5 км | 1. Елизавета Каплина 31:50.9 (1+0+1+0) 2. Виктория Сливко +29.3 (1+0+2+0) 3. Анастасия Егорова +1:08.4 (0+0+1+3) 4. Юлия Дроздова +1:36.9 (4) 5. Анна Никулина +1:48.2 (5) 6. Маргарита Васильева +1:57.2 (7) Финишный протокол | 1. Виктор Плицев 36:29.9 (1+0+1+1) 2. Дмитрий Иванов +15.6 (0+0+1+1) 3. / Максим Цветков +48.8 (0+3+1+0) 4. Рустам Каюмов +1:19.0 (6) 5. Михаил Бурундуков +1:20.5 (1) 6. Михаил Первушин +1:28.3 (3) Финишный протокол |
| Большой масс-старт 1. 28 ноября 2021 Женщины: 12 км 2. 28 ноября 2021 Мужчины: 15 км    | 1. Виктория Сливко 36:22.6 (0+0+0+1) 2. Ольга Мощенкова +48.8 (0+1+1+0) 3. Владислава Гаврилова +52.1 (0+0+1+2) 4. Екатерина Кулакова +1:02.5 (4) 5. Анна Григорьева +1:12.5 (2) 6. Анна Никулина +1:16.8 (4) Финишный протокол | 1. / Максим Цветков 40:18.0 (1+1+0+1) 2. Иван Томилов +23.9 (0+0+2+0) 3. Михаил Первушин +36.8 (2+1+0+1) 4. Семён Сучилов +37.5 (4) 5. Евгений Идинов +37.6 (2) 6. Дмитрий Иванов +37.7 (3) Финишный протокол           |

### 2-й этап —Тюмень/Ханты-Мансийск(2 — 5 декабря 2021 года)
| Гонка                                                                          | Женщины | Мужчины |
| Суперспринт 1. 2 декабря 2021 Женщины: 5 км 2. 2 декабря 2021 Мужчины: 5 км    | 1. Виктория Сливко 23:14.1 (0+0+1+0) 2. Анна Никулина +7.8 (0+1+0+1) 3. Анна Григорьева +13.4 (0+1+0+0) 4. Анастасия Егорова +20.2 (2) 5. Вероника Долгова +25.2 (1) 6. Ольга Мощенкова +28.1 (1) Финишный протокол                                                             | 1. Дмитрий Иванов 19:11.4 (1+0+1+0) 2. / Максим Цветков +3.4 (1+0+0+1) 3. Роман Сурнев +5.1 (2+0+0+0) 4. Илья Гаврилов +5.7 (2) 5. Михаил Бурундуков +17.5 (1) 6. Вадим Филимонов +19.7 (2) Финишный протокол |
| Спринт 1. 4 декабря 2021 Женщины: 7,5 км 2. 4 декабря 2021 Мужчины: 10 км      | 1. Анастасия Егорова 20:33.2 (0+0) 2. Виктория Сливко +26.7 (0+1) 3. Антонина Кирсанова +47.7 (0+0) 4. Вероника Долгова +46.8 (0) 5. Маргарита Васильева +50.7 (1) 6. Софья Ленькова +1:05.7 (0) Финишный протокол                                                              | 1. / Максим Цветков 24:28.7 (0+1) 2. Михаил Первушин +11.8 (0+1) 3. Евгений Идинов +19.0 (0+0) 4. Ярослав Костюков +27.9 (0) 5. Кирилл Бажин +28.0 (1) 6. Игорь Шетько +41.0 (0) Финишный протокол |
| Эстафета 1. 5 декабря 2021 Женщины: 4x6 км 2. 5 декабря 2021 Мужчины: 4x7,5 км | 1. Красноярский край 1:12:50.4 (0+7) (Вероника Долгова, Маргарита Васильева, Алина Гилёва, Екатерина Кулакова) 2. Тюменская область +2:46.9 (0+10) (Арина Пантова, Татьяна Акимова, Эмма Тимербулатова, Александра Бацина) Бронзовые награды не присуждались. Финишный протокол | 1. ХМАО-Югра 1:35:24.0 (0+7) (Семён Сучилов, Иван Томилов, Петр Пащенко, Михаил Бурундуков) 2. / Уральский ФО +58.7 (1+15) (Кирилл Бажин, Алексей Чулёв, Александр Попов, Рустам Каюмов) 3. / Северо-Западный ФО +2:14.4 (5+15) (Ярослав Костюков, Артём Грязев, Евгений Сидоров, Нияз Таипов) Финишный протокол |

### 3-й этап —Чайковский/Уват(9 — 12 декабря 2021 года)
| Гонка                                                                                  | Женщины | Мужчины |
| Индивидуальная гонка 1. 9 декабря 2021 Женщины: 15 км 2. 9 декабря 2021 Мужчины: 20 км | 1. Виктория Сливко 49:21.9 (3) 2. Анастасия Егорова +31.4 (2) 3. Полина Плюснина +50.0 (1) 4. Антонина Кирсанова +2:22.9 (3) 5. Татьяна Воронова +2:23.1 (2) 6. Вероника Долгова +2:26.6 (3) Результаты | 1. Дмитрий Иванов 55:12.4 (0+0+0+1) 2. Михаил Первушин +45.8 (0+1+0+1) 3. Иван Томилов +55.3 (0+2+0+1) 4. Кирилл Бажин +58.9 (3) 5. Рустам Каюмов +1:22.8 (4) 6. Ярослав Костюков +1:44.1 (1) Финишный протокол |
| Спринт 1. 11 декабря 2021 Женщины: 7,5 км 2. 11 декабря 2021 Мужчины: 10 км            | 1. Виктория Сливко 22:14.6 (1) 2. Полина Плюснина +19.1 (1) 3. Анастасия Егорова +26.1 (1) 4. Алина Кудисова +46.7 (2) 5. Анна Кунаева +53.3 (0) 6. Вероника Долгова +1:14.7 (0) Результаты             | 1. Дмитрий Иванов 25:34.9 (0+0) 2. Семён Сучилов +10.5 (1+0) 3. Михаил Бурундуков +14.5 (0+0) 4. Кирилл Бажин +17.3 (1) 5. Петр Пащенко +25.4 (1) 6. Вадим Истамгулов +28.1 (0) Финишный протокол |
| Эстафета 1. 12 декабря 2021 Женщины: 4x6 км 2. 12 декабря 2021 Мужчины: 4x7,5 км       | Гонка отменена из-за мороза. | 1. ХМАО-Югра 1:21:35.9 (0+6) (Дмитрий Иванов, Иван Томилов, Вадим Филимонов, Михаил Бурундуков) 2. Тюменская область-1 +2:14.6 (1+16) (Андрей Вьюхин, Степан Парфёнов, Евгений Идинов, Вадим Истамгулов) 3. / Уральский ФО +2:56.2 (3+13) (Кирилл Бажин, Алексей Чулёв, Дмитрий Абашев, Александр Попов) Финишный протокол |

### 4-й и 5-й этап —Ижевск— «Ижевская винтовка» (26 — 27 декабря 2021 года)
| Гонка                                                                       | Женщины | Мужчины |
| Спринт 1. 26 декабря 2021 Женщины: 7,5 км 2. 26 декабря 2021 Мужчины: 10 км | 1. Виктория Сливко 26:29.8 (0+1) 2. Тамара Дербушева +6.9 (0+0) 3. Полина Плюснина +7.4 (0+0) 4. Лариса Куклина +17.6 (2) 5. Наталья Гербулова +27.2 (2) 6. Алина Кудисова +47.6 (3) Финишный протокол     | 1. Никита Поршнев 29:24.9 (0+0) 2. Рустам Каюмов +15.0 (0+1) 3. Михаил Бурундуков +17.0 (0+0) 4. Евгений Гараничев +28.1 (1) 5. Кирилл Стрельцов +40.6 (1) 6. Роман Ерёмин +1:03.8 (2) Финишный протокол |
| Спринт 1. 27 декабря 2021 Женщины: 7,5 км 2. 27 декабря 2021 Мужчины: 10 км | 1. Анастасия Егорова 24:52.1 (0+0) 2. Лариса Куклина +13.0 (0+1) 3. Анна Никулина +15.2 (0+0) 4. Виктория Сливко +27.3 (1) 5. Наталья Гербулова +40.3 (1) 6. Ольга Мощенкова +1:00.4 (1) Финишный протокол | 1. Евгений Сидоров 28:51.8 (1+0) 2. Петр Пащенко +16.6 (1+0) 3. Михаил Первушин +17.3 (0+1) 4. Вячеслав Малеев +41.2 (2) 5. Михаил Бурундуков +48.5 (2) 6. Роман Сурнев +52.3 (2) Финишный протокол      |

### 6-й этап —Уфа(13 — 16 января 2022 года)
| Гонка                                                                                   | Женщины | Мужчины |
| Спринт 1. 13 января 2022 Женщины: 7,5 км 2. 13 января 2022 Мужчины: 10 км               | 1. Алина Кудисова 23:21.9 (0+0) 2. Тамара Дербушева +15.0 (0+0) 3. Екатерина Кулакова +19.6 (0+0) 4. Екатерина Носкова +39.4 (2) 5. Карина Бахтина +42.3 (1) 6. Ксения Довгая +1:10.8 (0) Финишный протокол                      | 1. Дмитрий Абашев 24:46.8 (0+0) 2. Виктор Плицев +9.8 (0+0) 3. Евгений Идинов +43.9 (1+0) 4. Рустам Каюмов +1:02.3 (3) 5. Даниил Фомин +1:03.4 (0) 6. Евгений Сидоров +1:03.5 (2) Финишный протокол              |
| Гонка преследования 1. 14 января 2022 Женщины: 10 км 2. 14 января 2022 Мужчины: 12,5 км | 1. Алина Кудисова 39:22.3 (1+1+1+3) 2. Юлия Дроздова +37.1 (0+2+1+1) 3. Тамара Дербушева +38.9 (0+2+2+1) 4. Елизавета Каплина +1:37.6 (4) 5. Екатерина Носкова +1:57.6 (8) 6. Вероника Долгова +2:06.5 (5) Финишный протокол     | 1. Дмитрий Абашев 39:12.4 (0+0+1+2) 2. Евгений Гараничев +16.9 (0+1+1+0) 3. Рустам Каюмов +29.6 (2+1+0+1) 4. Кирилл Бажин +51.5 (1) 5. Виктор Плицев +2:07.6 (4) 6. Даниил Фомин +2:54.1 (5) Финишный протокол   |
| Большой масс-старт 1. 16 января 2022 Женщины: 12 км 2. 16 января 2022 Мужчины: 15 км    | 1. Тамара Дербушева 43:05.1 (0+0+0+1) 2. Екатерина Кулакова +1:35.2 (0+1+1+1) 3. Екатерина Носкова +1:50.5 (0+1+3+3) 4. Юлия Дроздова +1:50.7 (5) 5. Карина Бахтина +2:13.6 (5) 6. Анна Григорьева +2:51.9 (5) Финишный протокол | 1. Александр Бабчин 48:31.4 (0+0+0+1) 2. Вячеслав Малеев +23.3 (1+0+1+2) 3. Кирилл Бажин +26.4 (1+0+1+2) 4. Ярослав Костюков +32.3 (0) 5. Виктор Плицев +44.0 (4) 6. Андрей Вьюхин +1:04.5 (5) Финишный протокол |

### 7-й этап —Ижевск(20 — 23 января 2022 года)
| Гонка                                                                            | Женщины | Мужчины |
| Суперспринт 1. 20 января 2022 Женщины: 5 км 2. 20 января 2022 Мужчины: 5 км      | 1. Тамара Дербушева 18:52.9 (0+2+1+0) 2. Полина Плюснина +5.1 (0+3+0+0) 3. Вера Румянцева +10.6 (0+0+1+1) 4. Карина Бахтина +36.5 (4) 5. Екатерина Носкова +39.7 (5) 6. Ольга Мощенкова +41.4 (4) Финишный протокол | 1. Вадим Филимонов 19:04.1 (1+0+0+0) 2. Михаил Бурундуков +0.7 (0+1+1+0) 3. Виктор Плицев +1.1 (2+0+0+1) 4. Рустам Каюмов +11.0 (4) 5. Кирилл Бажин +23.2 (2) 6. Иван Томилов +23.6 (2) Финишный протокол |
| Спринт 1. 22 января 2022 Женщины: 7,5 км 2. 22 января 2022 Мужчины: 10 км        | 1. Тамара Дербушева 24:16.2 (0+0) 2. Антонина Кирсанова +31.5 (1+0) 3. Екатерина Носкова +36.6 (1+2) 4. Владислава Гаврилова +39.7 (1) 5. Ольга Мощенкова +41.3 (1) 6. Елизавета Каплина +57.7 (2) Финишный протокол | 1. Виктор Плицев 27:06.0 (0+0) 2. Рустам Каюмов +18.2 (0+1) 3. Михаил Бурундуков +58.8 (0+1) 4. Кирилл Бажин +1:02.9 (0) 5. Илья Гаврилов +1:03.2 (0) 6. Алексей Вагин +1:08.2 (0) Финишный протокол |
| Смешанная эстафета 1. 23 января 2022 Женщины: 2x6 км Мужчины: 2x7.5 км           | 1. ХМАО-Югра 1:21:25.8 (1+6) (Екатерина Носкова, Алина Кудисова, Иван Томилов, Алексей Вагин) 2. / Уральский ФО-1 +1:33.0 (0+4) (Владислава Гаврилова, Алиса Пугина, Денис Таштимеров, Вадим Истамгулов) 3. Башкортостан +4:29.4 (1+13) (Мария Дубровская, Карина Бахтина, Валентин Михайлов, Илья Бурлаков) Финишный протокол | 1. ХМАО-Югра 1:21:25.8 (1+6) (Екатерина Носкова, Алина Кудисова, Иван Томилов, Алексей Вагин) 2. / Уральский ФО-1 +1:33.0 (0+4) (Владислава Гаврилова, Алиса Пугина, Денис Таштимеров, Вадим Истамгулов) 3. Башкортостан +4:29.4 (1+13) (Мария Дубровская, Карина Бахтина, Валентин Михайлов, Илья Бурлаков) Финишный протокол |
| Одиночная смешанная эстафета 1. 23 января 2022 Женщины: 1x6 км Мужчины: 1x7.5 км | 1. ХМАО-Югра 34:48.3 (0+4) (Елизавета Каплина, Михаил Бурундуков) 2. Свердловская область +39.0 (1+5) (Тамара Дербушева, Кирилл Бажин) 3. Удмуртия +2:48.3 (1+11) (Илона Знакова, Виктор Плицев) Финишный протокол | 1. ХМАО-Югра 34:48.3 (0+4) (Елизавета Каплина, Михаил Бурундуков) 2. Свердловская область +39.0 (1+5) (Тамара Дербушева, Кирилл Бажин) 3. Удмуртия +2:48.3 (1+11) (Илона Знакова, Виктор Плицев) Финишный протокол |

### 8-й этап —Уват(10 — 11 февраля 2022 года)
| Гонка                                                                                     | Женщины | Мужчины |
| Спринт 1. 10 февраля 2022 Женщины: 7,5 км 2. 10 февраля 2022 Мужчины: 10 км               | 1. Кристина Токарева 24:32.9 (0+3) 2. Владислава Гаврилова +24.3 (0+1) 3. Анастасия Егорова +39.9 (1+1) 4. Алина Кудисова +40.3 (3) 5. Екатерина Носкова +43.8 (4) 6. Тамара Дербушева +48.5 (2) Финишный протокол                     | 1. Кирилл Бажин 25:56.9 (0+0) 2. Дмитрий Абашев +22.4 (0+0) 3. Кирилл Стрельцов +33.0 (0+1) 4. Илья Гаврилов +51.6 (1) 5. Вадим Филимонов +53.7 (0) 6. Дмитрий Иванов +55.5 (1) Финишный протокол                          |
| Гонка преследования 1. 11 февраля 2022 Женщины: 12,5 км 2. 11 февраля 2022 Мужчины: 15 км | 1. Анастасия Егорова 35:53.4 (0+0+1+1) 2. Екатерина Носкова +44.9 (1+0+3+0) 3. Тамара Дербушева +1:12.7 (2+1+0+1) 4. Елизавета Каплина +1:43.2 (1) 5. Владислава Гаврилова +1:56.5 (5) 6. Алина Кудисова +2:32.2 (7) Финишный протокол | 1. Кирилл Бажин 35:23.9 (0+0+0+0) 2. Евгений Сидоров +1:31.9 (0+0+2+0) 3. Дмитрий Иванов +2:20.2 (0+0+2+1) 4. Михаил Бурундуков +2:50.4 (3) 5. Кирилл Стрельцов +2:55.0 (5) 6. Алексей Вагин +2:56.6 (4) Финишный протокол |

### 9-й этап —Уфа(12 марта 2022 года)
| Гонка                                                                   | Женщины | Мужчины |
| Спринт 1. 12 марта 2022 Мужчины: 10 км 2. 12 марта 2022 Женщины: 7,5 км | 1. Ирина Казакевич 23:22.8 (0+0) 2. Кристина Резцова +4.7 (1+0) 3. Тамара Дербушева +38.5 (1+0) 4. Юлия Дроздова +42.4 (0) 5. Светлана Миронова +44.1 (2) 6. Екатерина Носкова +1:00.1 (2) Финишный протокол | 1. Александр Логинов 25:19.5 (0+1) 2. Кирилл Бажин +14.5 (0+1) 3. Кирилл Стрельцов +15.1 (0+0) 4. Михаил Первушин +18.9 (1) 5. Дмитрий Абашев +22.7 (0) 6. Карим Халили +27.2 (2) Финишный протокол |

## Общий зачёт Кубка России
| №  | Спортсмен            | Очки |
| -- | -------------------- | ---- |
| 1  | Елизавета Каплина    | 862  |
| 2  | Виктория Сливко      | 861  |
| 3  | Владислава Гаврилова | 830  |
| 4  | Анастасия Егорова    | 822  |
| 5  | Екатерина Кулакова   | 802  |
| 6  | Тамара Дербушева     | 799  |
| 7  | Екатерина Носкова    | 751  |
| 8  | Антонина Кирсанова   | 697  |
| 9  | Юлия Дроздова        | 669  |
| 10 | Ольга Мощенкова      | 656  |

| №  | Спортсмен         | Очки |
| -- | ----------------- | ---- |
| 1  | Кирилл Бажин      | 967  |
| 2  | Рустам Каюмов     | 963  |
| 3  | Михаил Бурундуков | 843  |
| 4  | Евгений Сидоров   | 746  |
| 5  | Дмитрий Абашев    | 700  |
| 6  | Вячеслав Малеев   | 659  |
| 7  | Виктор Плицев     | 642  |
| 8  | Дмитрий Иванов    | 634  |
| 9  | Роман Сурнев      | 587  |
| 10 | Михаил Первушин   | 578  |